# Patsy Reddy
Patsy Reddy, właśc. Patricia Lee Reddy (ur. 17 maja 1954 w Matamacie) – nowozelandzka polityk i prawnik, gubernator generalny Nowej Zelandii w latach 2016–2021.

## Życiorys
Urodziła się w 1954 w Matamacie. Dorastała w miejscowości Te Akau, a następnie w Minginui, w których jej rodzice, Neil i Kay Reddy, pracowali jako nauczyciele. W wieku sześciu lat wraz z rodziną przeniosła się do Hamilton, gdzie kształciła się w szkole podstawowej Hillcrest Primary School, a następnie w Peachgrove Intermediate i w Hamilton Girls’ High School. W 1976 ukończyła prawo (licencjat), a w 1979 uzyskała stopień magistra prawa na Victoria University of Wellington. Po zakończeniu studiów była wykładowcą na Wydziale Prawa macierzystego uniwersytetu.
W 1982 rozpoczęła pracę w kancelarii prawnej Wellington firm Watts and Patterson. Rok później została jej współwłaścicielką, specjalizując się w prawie podatkowym, korporacyjnym i filmowym. W 1987 została prawnikiem w firmie Brierley Investments Ltd, w której pracowała 11 lat. W tym czasie reprezentowała ją w szeregu postępowań m.in. w procesie prywatyzacji Air New Zealand oraz powoływania spółki Skycity Entertainment Group. W 1999 była jednym z współzałożycieli spółki inwestycyjnej Active Equities Limited.
W ciągu swej kariery zawodowej pełniła funkcje wykonawcze i doradcze w kilku krajowych podmiotach sektora publicznego oraz prywatnego. Wchodziła w skład kierownictwa państwowych spółek Telecom Corporation, Southern Petroleum oraz New Zealand Post. Była członkiem ciał doradczych ds. gospodarczych powoływanych przy kancelarii szefa rządu. Zaangażowała się także w działalność organizacji pozarządowych w zakresie sztuki, kultury, filmu, edukacji. W 2012 za swoje zasługi w dziedzinie kultury i biznesu została odznaczona orderem New Zealand Order of Merit.
22 marca 2016 została mianowana przez królową Elżbietę II na stanowisko gubernatora generalnego, które objęła 28 września 
.
28 września 2021 przekazała obowiązki następczyni.

## Życie prywatne
Patsy Reddy od marca 2016 jest zamężna z prawnikiem Davidem Gascoigne’em. W 1988 rozwiodła się ze swoim pierwszym mężem, Geoffem Hartleyem, również prawnikiem.